# Тургайське море
Тургайське море (також тургайська протока або західно-сибірське море) — колишнє велике мілководне епіконтинентальне море мезозойської і кайнозойської ер. Воно простягалося на північ від нинішнього Каспійського моря до «палео-арктичної» області та існувало від середньої юри до олігоцену, приблизно від 160 до 29 мільйонів років тому.
Тургайське море не існувало безперервно протягом всієї цієї доби, хоча воно було повторюваною і домінуючою рисою свого регіону; воно поділяло Південну Європу і Південно-Західну Азію на багато великих островів і відокремлювало Європу від Азії.
Поділ Євразійської материкової маси Тургайським морем сприяв ізоляції популяцій тварин. Як приклад можна навести рогатих динозаврів, цератопсів з крейдового періоду, які були обмежені Азією і заходом Північної Америки (які були пов'язані протягом більшої частини цього часу). Існування солоного Тургайского моря також обмежило поширення різних прісноводних риб і амфібій.
Тургайське море отримало свою назву за територією сучасного Казахстану — річкою Тургай та її улоговиною.